# Miaoli (köping)
Miaoli (kinesiska: 庙李, 庙李镇) är en köping i Kina. Den ligger i provinsen Henan, i den centrala delen av landet, nära eller i provinshuvudstaden Zhengzhou. Antalet invånare är 216 496. Befolkningen består av 100 452 kvinnor och 116 044 män. Barn under 15 år utgör 10,0 %, vuxna 15-64 år 88 %, och äldre över 65 år 1,0 %.
Genomsnittlig årsnederbörd är 604 millimeter. Den regnigaste månaden är juli, med i genomsnitt 133 mm nederbörd, och den torraste är januari, med 5 mm nederbörd.